# بطباط بحري
بطباط بحري (الاسم العلمي:Polygonum maritimum) هي نوع من النباتات يتبع جنس البطباط من فصيلة البطباطية.